# Gymnastik vid europeiska spelen
Gymnastik vid europeiska spelen är gymnastiktävlingar som ingår i de europeiska spelen. Gymnastik var en av de 20 sporter som fanns med vid de första europeiska spelen 2015. Sporten finns med på programmet även under andra upplagan 2019.

## Grenar
Tävlingarna har avgjorts i akrobatisk gymnastik, aerobisk gymnastik, artistisk gymnastik, rytmisk gymnastik och trampolin.
|           |  |    |    |  |  |  |  |  |  |  |  |  |  |  |  |  |  |  |  |  |  |  |  |  |  |  |
| Gymnastik |  | 34 | 32 |  |  |  |  |  |  |  |  |  |  |  |  |  |  |  |  |  |  |  |  |  |  |  |

## Medaljörer

### 2015
Se även Gymnastik vid europeiska spelen 2015.
Akrobatisk gymnastik
Damer trupp
| Gren     | Guld                                                   | Silver                                                     | Brons                                                            |
| Mångkamp | Belgien Kaat Dumarey Julie Van Gelder Ineke Van Schoor | Ryssland Valeriia Belkina Julia Nikitina Zhanna Parkhometc | Belarus Katsiaryna Barysevich Veranika Nabokina Karina Sandovich |
| Balans   | Belgien Kaat Dumarey Julie Van Gelder Ineke Van Schoor | Ryssland Valeriia Belkina Julia Nikitina Zhanna Parkhometc | Belarus Katsiaryna Barysevich Veranika Nabokina Karina Sandovich |
| Dynamik  | Belgien Kaat Dumarey Julie Van Gelder Ineke Van Schoor | Ryssland Valeriia Belkina Julia Nikitina Zhanna Parkhometc | Belarus Katsiaryna Barysevich Veranika Nabokina Karina Sandovich |

Mixpar
| Gren     | Guld                                     | Silver                                  | Brons                                      |
| Mångkamp | Ryssland Marina Tjernova Georgy Pataraja | Belgien Yana Vastavel Solano Cassamajor | Storbritannien Hannah Baughn Ryan Bartlett |
| Balans   | Ryssland Marina Tjernova Georgy Pataraja | Belgien Yana Vastavel Solano Cassamajor | Storbritannien Hannah Baughn Ryan Bartlett |
| Dynamik  | Ryssland Marina Tjernova Georgy Pataraja | Belgien Yana Vastavel Solano Cassamajor | Storbritannien Hannah Baughn Ryan Bartlett |

Aerobisk gymnastik
| Gren     | Guld                            | Silver                                 | Brons                                   |
| Mixpar   | Spanien Sara Moreno Vicente Lli | Italien Michela Castoldi Davide Donati | Ryssland Dukhik Dzhanazian Denis Soloev |
| Mixtrupp | Ungern                          | Rumänien                               | Spanien                                 |

Artistisk gymnastik
Herrar
| Gren       | Guld                         | Silver                 | Brons                  |
| Mångkamp   | Oleg Verniaiev (UKR)         | Oleg Stepko (AZE)      | Nikita Ignatjev (RUS)  |
| Fristående | Rayderley Zapata (ESP)       | Fabian Hambüchen (GER) | David Beljavskij (RUS) |
| Räck       | Fabian Hambüchen (GER)       | Vlasios Maras (GRE)    | Nikita Ignatjev (RUS)  |
| Barr       | Oleg Stepko (AZE)            | David Beljavskij (RUS) | Marius Berbecar (ROU)  |
| Bygelhäst  | Sašo Bertoncelj (SLO)        | Oleg Stepko (AZE)      | Brinn Bevan (GBR)      |
| Ringar     | Eleftherios Petrounias (GRE) | Nikita Ignatjev (RUS)  | İbrahim Çolak (TUR)    |
| Hopp       | Oleg Verniaiev (UKR)         | Casimir Schmidt (NED)  | Oleg Stepko (AZE)      |

Damer
| Gren       | Guld                     | Silver                   | Brons                    |
| Mångkamp   | Alija Mustafina (RUS)    | Giulia Steingruber (SUI) | Lieke Wevers (NED)       |
| Fristående | Giulia Steingruber (SUI) | Alija Mustafina (RUS)    | Lieke Wevers (NED)       |
| Bom        | Lieke Wevers (NED)       | Andreea Iridon (ROU)     | Giulia Steingruber (SUI) |
| Barr       | Alija Mustafina (RUS)    | Sophie Scheder (GER)     | Andreea Iridon (ROU)     |
| Hopp       | Giulia Steingruber (SUI) | Seda Tutkhalyan (RUS)    | Lisa Top (NED)           |

Rytmisk gymnastik
Damer individuellt
| Gren     | Guld                    | Silver                   | Brons                    |
| Mångkamp | Jana Kudrjavtseva (RUS) | Margarita Mamun (RUS)    | Melitina Staniouta (BLR) |
| Boll     | Jana Kudrjavtseva (RUS) | Ganna Rizatdinova (UKR)  | Melitina Staniouta (BLR) |
| Käglor   | Jana Kudrjavtseva (RUS) | Ganna Rizatdinova (UKR)  | Melitina Staniouta (BLR) |
| Tunnband | Margarita Mamun (RUS)   | Melitina Staniouta (BLR) | Neta Rivkin (ISR)        |
| Band     | Jana Kudrjavtseva (RUS) | Marina Durunda (AZE)     | Salomé Pazhava (GEO)     |

Damer trupp
| Gren                | Guld     | Silver  | Brons   |
| Mångkamp            | Ryssland | Israel  | Belarus |
| Band                | Ryssland | Ukraina | Israel  |
| Käglor och tunnband | Belarus  | Israel  | Ukraina |

Trampolin
| Gren                | Guld                                   | Silver                                     | Brons                                 |
| Herrar individuellt | Dmitrj Usjakov (RUS)                   | Uladzislau Hancharou (BLR)                 | Ilja Gritjunin (AZE)                  |
| Herrar par          | Ryssland Dmitrj Usjakov Mikhail Melnik | Belarus Uladzislau Hancharou Mikalai Kazak | Tyskland Martin Gromowski Kyrylo Sonn |
| Damer individuellt  | Jana Pavlova (RUS)                     | Kat Driscoll (GBR)                         | Hanna Harchonak (BLR)                 |
| Damer par           | Ryssland Jana Pavlova Anna Kornetskaja | Frankrike Marine Jurbert Joelle Vallez     | Portugal Beatriz Martins Ana Rente    |

### 2019
Se även Gymnastik vid europeiska spelen 2019.
Aerobisk gymnastik
| Gren     | Guld                                                                                    | Silver                                                                                     | Brons                                                                        |
| Mixpar   | Italien Michela Castoldi Davide Donati                                                  | Rumänien Dacian Barna Andreea Bogati                                                       | Ryssland Tatjana Konakova Grigorij Sjichalejev                               |
| Mixtrupp | Ryssland Garsevan Dzjanazjan Timur Kulajev Ilja Ostapenko Pjotr Perminov Roman Semjonov | Bulgarien Tijomir Barotev Ivelina Lukaki Antonio Papazov Darina Pashova Ana Maria Stoilova | Rumänien Dacian Barna Gabriel Bocser Andreea Bogati Marian Brotei Mihai Popa |

Akrobatisk gymnastik
| Pargrenar | Guld                                         | Silver                                           | Brons                                            |
| Mångkamp  | Ryssland Viktorija Aksjonova Kirill Startjev | Azerbajdzjan Abdulla Əl-Məşayxi Ruhidil Qurbanlı | Belarus Artur Beljakoŭ Volha Melnik              |
| Balans    | Belarus Artur Beljakoŭ Volha Melnik          | Ryssland Viktorija Aksjonova Kirill Startjev     | Azerbajdzjan Abdulla Əl-Məşayxi Ruhidil Qurbanlı |
| Dynamik   | Ryssland Viktorija Aksjonova Kirill Startjev | Azerbajdzjan Abdulla Əl-Məşayxi Ruhidil Qurbanlı | Belarus Artur Beljakoŭ Volha Melnik              |

| Truppgrenar | Guld                                                           | Silver                                                                   | Brons                                                                    |
| Mångkamp    | Belgien Talia De Troyer Britt Vanderdonckt Charlotte Van Royen | Portugal Francisca Maia Francisca Sampaio Maia Bárbara da Silva Sequeira | Belarus Veranika Nabokina Julija Ivontjik Karina Sandovitj               |
| Balans      | Belarus Veranika Nabokina Julija Ivontjik Karina Sandovitj     | Belgien Talia De Troyer Britt Vanderdonckt Charlotte Van Royen           | Portugal Francisca Maia Francisca Sampaio Maia Bárbara da Silva Sequeira |
| Dynamik     | Belgien Talia De Troyer Britt Vanderdonckt Charlotte Van Royen | Portugal Francisca Maia Francisca Sampaio Maia Bárbara da Silva Sequeira | Belarus Veranika Nabokina Julija Ivontjik Karina Sandovitj               |

Artistisk gymnastik
| Damernas grenar | Guld                       | Silver                   | Brons                        |
| Mångkamp        | Angelina Melnikova (RUS)   | Lorette Charpy (FRA)     | Diana Varinska (UKR)         |
| Barr            | Angelina Melnikova (RUS)   | Rebecca Downie (GBR)     | Anastasija Alistratava (BLR) |
| Bom             | Nina Derwael (BEL)         | Angelina Melnikova (RUS) | Diana Varinska (UKR)         |
| Fristående      | Anastasija Batjynska (UKR) | Aneta Holasová (CZE)     | Jessica Castles (SWE)        |
| Hopp            | Teja Belak (SLO)           | Angelina Melnikova (RUS) | Sára Péter (HUN)             |

| Herrarnas grenar | Guld                   | Silver                     | Brons                     |
| Mångkamp         | David Beljavskij (RUS) | Oleg Vernjajev (UKR)       | Vladislav Poljasjov (RUS) |
| Barr             | Oleg Vernjajev (UKR)   | Marios Georgiou (CYP)      | Ferhat Arıcan (TUR)       |
| Bygelhäst        | David Beljavskij (RUS) | Oleg Vernjajev (UKR)       | Andrej Lichavitski (BLR)  |
| Fristående       | Emil Soravuo (FIN)     | Giarnni Regini-Moran (GBR) | Petro Pachnjuk (UKR)      |
| Hopp             | Artur Davtjan (ARM)    | Dmitrij Lankin (RUS)       | Ihor Radivilov (UKR)      |
| Ringar           | Marco Lodadio (ITA)    | Vahagn Davtjan (ARM)       | Ihor Radivilov (UKR)      |
| Räck             | Robert Tvorogal (LTU)  | Ahmet Önder (TUR)          | Dávid Vecsernyés (HUN)    |

Rytmisk gymnastik
| Individuella grenar | Guld               | Silver                   | Brons                    |
| Mångkamp            | Dina Averina (RUS) | Linoy Ashram (ISR)       | Katsjaryna Halkina (BLR) |
| Band                | Dina Averina (RUS) | Linoy Ashram (ISR)       | Katrin Taseva (BUL)      |
| Boll                | Linoy Ashram (ISR) | Katrin Taseva (BUL)      | Dina Averina (RUS)       |
| Käglor              | Linoy Ashram (ISR) | Dina Averina (RUS)       | Vlada Nikoltjenko (UKR)  |
| Tunnband            | Dina Averina (RUS) | Katsjaryna Halkina (BLR) | Vlada Nikoltjenko (UKR)  |

| Truppgrenar         | Guld | Silver                                                                                       | Brons |
| Mångkamp            | Belarus Hanna Hajdukevitj Anastasija Rybakova Aryna Tsytsylina Hanna Sjvaiba Karyna Jarmolenka           | Bulgarien Simona Djankova Stefani Kirjakova Madlen Radukanova Erika Zafirova Laura Traets    | Ryssland Vera Birjukova Anastasija Maksimova Anastasija Sjisjmakova Anzjelika Stubajlo Marija Tolkatjeva |
| Boll                | Ryssland Vera Birjukova Anastasija Maksimova Anastasija Sjisjmakova Anzjelika Stubajlo Marija Tolkatjeva | Bulgarien Simona Djankova Stefani Kirjakova Madlen Radukanova Erika Zafirova Laura Traets    | Belarus Hanna Hajdukevitj Anastasija Rybakova Aryna Tsytsylina Hanna Sjvaiba Karyna Jarmolenka           |
| Tunnband och käglor | Belarus Hanna Hajdukevitj Anastasija Rybakova Aryna Tsytsylina Hanna Sjvaiba Karyna Jarmolenka           | Ukraina Alina Bychno Tetjana Dovzjenko Diana Myzjerytska Anastasija Voznjak Valerija Juzvjak | Bulgarien Simona Djankova Stefani Kirjakova Madlen Radukanova Erika Zafirova Laura Traets                |

Trampolin
| Gren                | Guld                                          | Silver                                   | Brons                                     |
| Damer individuellt  | Léa Labrousse (FRA)                           | Luba Golovina (GEO)                      | Hanna Hantjarova (BLR)                    |
| Herrar individuellt | Uladzislau Hancharou (BLR)                    | Michail Melnik (RUS)                     | Diogo Ganchinho (POR)                     |
| Damer par           | Belarus Hanna Hantjarova Maryja Macharynskaja | Ukraina Maryna Kyjko Svitlana Malkova    | Ryssland Irina Kundius Jana Pavlova       |
| Herrar par          | Polen Łukasz Jaworski Artur Zakrzewski        | Ukraina Anton Davydenko Mykola Prostorov | Frankrike Sébastien Martiny Allan Morante |